# Maurice Vergoin
Maurice Vergoin est avocat et homme politique français né le 10 mai 1850 à La Chapelle (Seine) et décédé le 6 octobre 1892 à Paris.

## Biographie

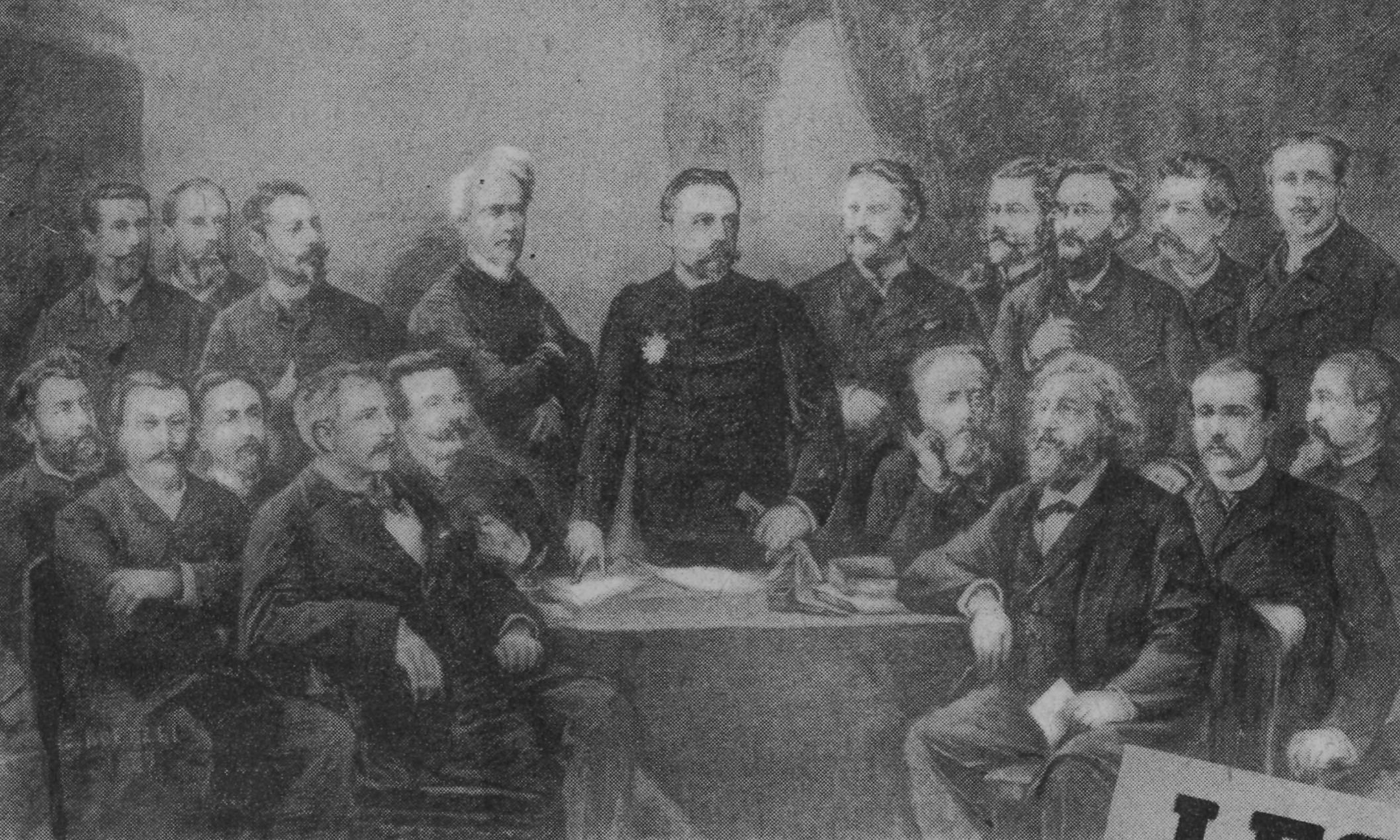
Le général Boulanger au milieu de ses principaux partisans. Maurice Vergoin est la deuxième personne assise en partant de la gauche.

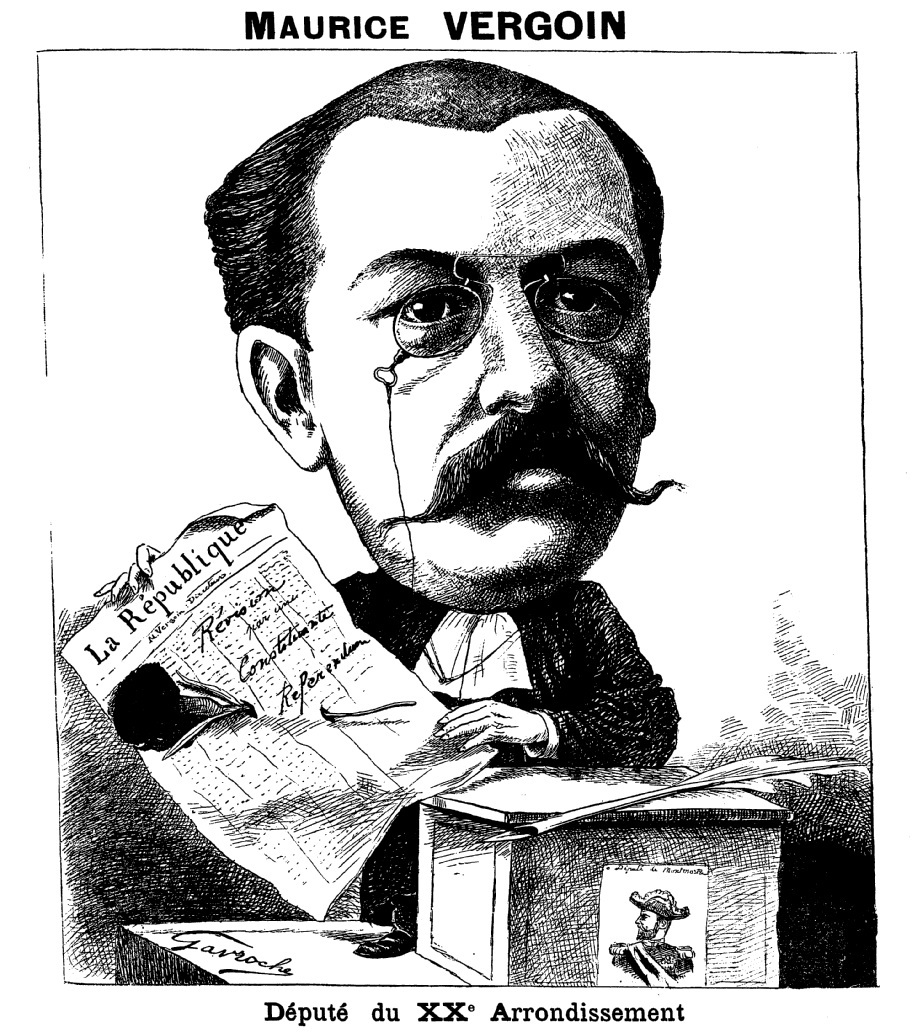
Caricature de Maurice Vergoin (La Diane, 1889).

Son père est chef de gare à Saint-Dié. Maurice Vergoin est scolarisé au collège d'Épinal, puis étudie à la faculté de droit de Nancy, où il obtient sa licence en 1871.
Avocat, puis professeur à Alençon, il collabore à un journal républicain et devient chef de cabinet du préfet. Il est ensuite avoué à Épernay, puis procureur au tribunal de Mayenne 1880. Avocat général à Aix-en-Provence en 1882, puis à Dijon en 1883. Muté d'office à Grenoble, il quitte la magistrature en 1884 et s'installe comme avocat à Versailles.
Il est député de Seine-et-Oise de 1885 à 1889, siégeant avec les radicaux, avant de rejoindre les rangs boulangistes.
Maurice Vergoin rédige ses Souvenirs, texte constituant une source précoce sur la première heure du mouvement boulangiste et du Comité républicain national. Il en est le secrétaire général à sa fondation avant que le poste ne soit supprimé sans que l'on lui ait demandé son avis.
Dans les rapports de la police qui le surveillait, il est décrit comme « un homme taré et un viveur sans scrupules ». Lorsqu'il devient député de Seine-et-Oise, l'affaire Sombreuil le rattrape, un « mic-mac érotico-politique » dans lequel Vergoin aurait joué de ses relations pour faire expulser Marie Schneider, une demi-mondaine et relation amoureuse du député, du territoire français. Il assure également à un point la direction d'une maison de jeux. L'auteur d'une biographie de Maurice Vergoin, Bertrand Joly, argumente que, dans la stratégie boulangiste, Maurice Vergoin est l'archétype du parfait boulangiste, c'est-à-dire un homme médiocre.
En 1890, il s'enfuit en Belgique pour échapper à une peine de prison après plusieurs menaces portées contre le procureur général Quesnay de Beaurepaire. Pour s'acheter un retour en France, il propose de révéler aux autorités les dessous du boulangisme. Son témoignage est cependant considéré comme mineur, ses critiques considérant qu'il n'était en tout cas pas au centre des affaires dans ce mouvement.

### Source
- « Maurice Vergoin », dans Adolphe Robert et Gaston Cougny, Dictionnaire des parlementaires français, Edgar Bourloton, 1889-1891 [détail de l’édition]